# Carlo Marliani
Don Carlo Marliani (1606 – 1653) è stato un nobile italiano, patrizio milanese e conte di Busto Arsizio dal 1628.

## Biografia
Figlio di Francesco Marliani (fratello dei conti di Busto Arsizio Luigi e Antonio Marliani) e di Giulia Visconti Aicardi, acquisì il titolo di conte di Busto Arsizio nel 1628. L'anno successivo sposò Antonia della Pusterla, dalla quale ebbe tre figli maschi: Paolo Camillo, Pietro Antonio e Luigi.
Il 17 marzo 1633 Carlo Marliani scoprì Cesare Visconti Borromeo, cosignore di Albizzate, in atteggiamenti intimi con la moglie Antonia: assassinò dunque Cesare mentre, secondo le cronache dell'epoca, la moglie Antonia si lanciò da una delle finestre di palazzo Marliani-Cicogna rompendosi un osso della gamba e venendo colpita da un colpo di archibugio sparato dal marito. La donna fu dunque processata e confessò di aver avuto rapporti con Cesare Visconti Borromeo per cinque volte; venne quindi condotta presso il convento di clausura di Tradate, dove rimase confinata. Qui, il 27 ottobre 1633 fu assassinata del marito, entrato nel convento travestito da mercante, che la trafisse con un pugnale.
In seguito a questo fatto, il conte Carlo Marliani venne bandito e condannato a morte per decapitazione; il feudo fu confiscato. Fu solo grazie alle preghiere dei figli di Carlo che il feudo fu restituito alla famiglia e Paolo Camillo Marliani, primogenito di Carlo, assunse il titolo di conte nel 1653.

## Ascendenza
|                         |                          |                                    | Genitori                    |  |  | Nonni                  |  |  | Bisnonni                |  |
|                         |                          |                                    |                             |  |  | Paolo Camillo Marliani |  |  | Pietro Antonio Marliani |  |
|                         |                          |                                    |                             |  |  | Paolo Camillo Marliani |  |  | Pietro Antonio Marliani |  |
|                         |                          | Cornelia Rajnoldi                  |                             |  |  | Paolo Camillo Marliani |  |  |                         |  |
| Francesco Marliani      |                          |                                    |                             |  |  | Paolo Camillo Marliani |  |  |                         |  |
|                         |                          | Giulia Martinengo                  | Giovanni Antonio Martinengo |  |  |                        |  |  |                         |  |
|                         |                          | Giulia Martinengo                  | Giovanni Antonio Martinengo |  |  |                        |  |  |                         |  |
|                         |                          | Giulia Martinengo                  | Clara Federighi             |  |  |                        |  |  |                         |  |
| Carlo Marliani          |                          | Giulia Martinengo                  |                             |  |  |                        |  |  |                         |  |
|                         | Filippo Visconti Aicardi | Carlo Scaramuccia Visconti Aicardi |                             |  |  |                        |  |  |                         |  |
|                         | Filippo Visconti Aicardi | Carlo Scaramuccia Visconti Aicardi |                             |  |  |                        |  |  |                         |  |
|                         | Filippo Visconti Aicardi | Giulia Visconti                    |                             |  |  |                        |  |  |                         |  |
| Giulia Visconti Aicardi | Filippo Visconti Aicardi |                                    |                             |  |  |                        |  |  |                         |  |
|                         |                          | Laura Clari                        | ?                           |  |  |                        |  |  |                         |  |
|                         |                          | Laura Clari                        | ?                           |  |  |                        |  |  |                         |  |
|                         |                          | Laura Clari                        | ?                           |  |  |                        |  |  |                         |  |
|                         |                          | Laura Clari                        |                             |  |  |                        |  |  |                         |  |